# Charles Bernardin Chirat
Charles Bernardin Chirat est un homme politique français né le 7 septembre 1761 à Lyon (Rhône) et décédé à Souzy le 17 mars 1850.
Industriel à Lyon, il est juge au tribunal civil, puis président de ce tribunal et député du Rhône de 1810 à 1815. Il est le frère de Jean-Pierre Antoine Chirat, député en 1791.

## Sources
- « Charles Bernardin Chirat », dans Adolphe Robert et Gaston Cougny, Dictionnaire des parlementaires français, Edgar Bourloton, 1889-1891 [détail de l’édition]